# Max Cetto
Max Luis Cetto Day (Coblenza, actual Alemania, 20 de febrero de 1903 - Ciudad de México, 5 de abril de 1980) fue un arquitecto, historiador y profesor mexicano-alemán.

## Biografía
Estudió en las Universidades Técnicas de Darmstadt, Múnich y Berlín. En la primera, fue discípulo de Heinrich Wölfflin. En la última, estudió bajo la dirección de Hans Poelzig, graduándose como ingeniero-arquitecto en 1925, dentro de la mejor cultura expresionista alemana. 
A los 23 años, Cetto se hallaba inmerso en su primer gran periodo productivo. Por recomendación de Poelzig trabaja en el Departamento de Obras Públicas de la Ciudad de Fráncfort del Meno, dentro del equipo del arquitecto y urbanista Ernst May. Durante la República de Weimar proyectó y construyó una serie de interesantes obras, algunas de las cuales se conservan hasta el día de hoy. También fue profesor de composición en la Escuela Superior de Artes Aplicadas en Offenbach.
En 1927 participó en el célebre concurso internacional para el edificio de la Liga de las Naciones en Ginebra. Su proyecto fue considerado por Siegfried Giedion como el mejor de los presentados por los arquitectos alemanes, y ello le mereció ser invitado como miembro fundador del Congreso Internacional de Arquitectura Moderna (Congrès International d'Architecture Moderne). 
Entre 1930 y 1937, con el ascenso del fascismo, se vio impedido de trabajar en Fráncfort y dirigió una ácida carta a Goebbels, criticando inteligentemente la política cultural del Tercer Reich. Al morir Poelzig, Cetto decidió viajar a los Estados Unidos, donde visitó a su amigo Walter Gropius, pasó algunos días en Taliesin West con Frank Lloyd Wright, trabajó con Richard Neutra en su despacho de San Francisco y, al año siguiente, se mudó a México, donde se estableció definitivamente. 
A su llegada a México colaboró con José Villagrán García y proyectó diversos edificios y casas para Luis Barragán; a él se deben muchos de los mejores aportes de la arquitectura de Barragán entre 1938 y 1951. Con Jorge Rubio proyectó y construyó edificios de apartamentos, casas y, destacadamente, el hotel y balneario de San José Purúa, ejemplo de adecuación al medio y respeto a la naturaleza. Las primeras colaboraciones de Cetto con arquitectos mexicanos duraron aproximadamente hasta 1945. A partir de ese año estableció su despacho independiente aunque confiando en el registro oficial de su compadre Juan O'Gorman como arquitecto. Dos años más tarde, en 1947, se le concedió la nacionalidad mexicana, pero fue solo hasta 1952 cuando fue posible que él firmara sus propios proyectos solo.
A partir de 1955 solía intercalar con su producción arquitectónica en México uno que otro viaje para dictar conferencias sobre la arquitectura mexicana en varias universidades europeas. Entre 1955 y 1965, el arquitecto fue profesor invitado o ponente en las Universidades de Yale, Harvard, Pratt Institute, MIT, y por períodos prolongados en Clemson University, Carolina del Sur. En 1965 inicia su ejercicio docente en la Escuela Nacional de Arquitectura (ENA) (hoy Facultad de Arquitectura) de la UNAM.
Además de una afinidad natural por lo mexicano, contribuyó de manera decisiva a la arquitectura mexicana al incorporar elementos europeos. El respeto por la naturaleza que lo caracterizaba y que afianzó con Neutra es evidente en su manera de conciliar el entorno rocoso con la arquitectura del Pedregal de San Ángel en la Ciudad de México, donde colaboró con Luis Barragán, y construyó un buen número de residencias, todas en bella armonía con el agreste entorno natural.
En 1966 ganó el primer premio compartido en el concurso para el Museo de Berlín (International Competition for a Museum of Art in West Berlin). 
Estuvo casado con Catarina Kramis, artífice del jardín de la famosa Casa Cetto y madre de sus tres hijas: Verónica, Ana María (una de las científicas mexicanas de mayor renombre) y Bettina. En homenaje a Max Cetto, uno de los talleres de la Facultad de Arquitectura de la Universidad Nacional Autónoma de México (UNAM) lleva su nombre.

## Importancia y trascendencia de su obra
En el desarrollo de la  Arquitectura de México no intervino de manera decisiva la acción personal de arquitectos extranjeros; más bien, la influencia de los grandes innovadores llegó por otros conductos. El país carecía de una superestructura que hubiera favorecido el que arribaran de Europa, en huida de la Segunda Guerra Mundial, destacadas figuras, como en el caso de Estados Unidos.
No obstante, en 1939 arribó a México el arquitecto Max Cetto, un aventajado discípulo de Hans Poelzig, bajo cuyos principios realizó una interesante labor en diversos lugares de Alemania.
Cetto provenía de San Francisco, California, donde trabajó con Richard Neutra. La obra que realizó al llegar a México está constituida básicamente por edificios residenciales, con los que contribuyó a dar a la arquitectura mexicana un carácter propio, contrario a la corriente internacional adoptada.
La presencia de tan afamado arquitecto en el país fue favorable, pues con talento y fina sensibilidad consiguió aprovechar su experiencia europea al adaptarla a las circunstancias que aquí encontró, entre otras las técnicas tradicionales de trabajo y los materiales. Prácticamente recién llegado a México, y asociado con el Arq. Jorge Rubio, proyectó el conjunto vacacional de San José Purúa, donde la conservación del paisaje fue el factor principal para disponer el diseño. Su intervención constructiva en el fraccionamiento Jardines del Pedregal le permitió adaptar a una zona sui géneris las ideas de Neutra acerca de la arquitectura y el ambiente natural que le rodea. 
Su residencia personal, la primera que se levantó en el impresionante paisaje del Pedregal de San Ángel, es un claro ejemplo de congruencia entre la teoría y la praxis. Cetto observó un respeto primordial tanto para con la conformación de la lava volcánica, como hacia la vegetación propia del lugar, de modo que la edificación no se impone arbitrariamente en el paisaje.
Las Casas Muestra del fraccionamiento Jardines del Pedregal se construyeron por encargo de la empresa fraccionadora para su publicidad y venta. La primera se edificó en 1950, de acuerdo al proyecto realizado por Max Cetto en Av. Fuentes 10 (hoy 130). Justo a su lado, en Av. Fuentes 12 (hoy 140), se construyó la casa del pintor Berdecio, diseñada también por Cetto en 1951. Aunados a estas residencias, surgieron los Jardines Muestra, diseñados por Luis Barragán.
En 1961, las casas editoriales Gerd Hatje y Frederick Praeger publicaron en dos versiones bilingües el libro Moderne Architektur in Mexiko, que Max L. Cetto dedica a la memoria de su maestro Hans Poelzig. En 2021, la UNAM lo ha puesto en renovada circulación al publicar la edición facsimilar Open Access bajo el título Arquitectura Moderna en México/Modern Architecture in Mexico, coeditada por Bettina Cetto y Cristina López Uribe. Aquí el facsímil del original viene antecedido de un dossier español-inglés con varios ensayos de la pluma de conocedores de la obra de Cetto, que nos permiten contextualizar y refrescar a este clásico de la arquitectura mexicana.
Falleció en 1980, rodeado de su familia, en su Casa-Estudio del Pedregal. Su legado, marcado por una síntesis de modernidad, tradición, sensibilidad artística y respeto por el entorno, sigue siendo un referente para la arquitectura contemporánea y un puente entre Europa, América y el paisaje mexicano.

## Publicaciones propias

### Libros
- Moderne Architektur in Mexico/Modern Architecture in Mexico, Verlag Gerd Hatje, Stuttgart, 1960.
- Modern Architecture in Mexico/Arquitectura moderna en México, F. Praeger, Nueva York, 1961.
- Traduce al alemán: Candela und Seine Schalen, de Colin Faber, Múnich, 1965.
- Modern Architecture in Mexico/Arquitectura Moderna en México, Edición facsimilar, Museo de Arte Moderno, México 2011.
- Arquitectura Moderna en México/Modern Architecture in Mexico, Edición facsimilar OA, UNAM, México 2021.

### Listado más exhaustivo de publicaciones de la autoría de Max Cetto
- Cetto, Max, “Anmerkungen zur Zeit: das Mehr-scheinen-als-sein ist erfolgreich industrialisiert worden“, Baukunst und Werkform, Nr. 5, Frankfurt am Main, 1954, 247-249.

- Cetto, Max, “Architecture Mexicaine, 1968-1978”, Techniques et Architecture, n.º 320, juin-juillet 1978, Paris, 122-123.

- Cetto, Max, „Arquitectura moderna en México”, Revista Arquitecto, año 4, n.º 14, sept-oct 1979, México, 1979.

- Cetto, Max, „Brief eines jungen deutschen Architekten an Dr. Goebbels“, Die Neue Stadt, Mai 1933, Zürich, 26-28.

- Cetto, Max, “Candela, Felix” in Gerd Hatje, ed. Knaurs Lexikon der Modernen Architektur, Gerd Hatje, München/ Zürich,1963, 58-59.

- Cetto, Max, „Carta de un joven arquitecto alemán al Sr. Goebbels, Ministro del Reich de Propaganda e Ilustración del Pueblo”, traducida al español por Mariana Frenk Westheim. Se puede consultar en Dussel Peters, Susanne, Max Cetto, UAM, 1995, pp. 70-73.

- Cetto, Max, „Eine Fabrik von 1903, Das Fabrikgebaude der Spielwarenfabrik Margarete Steiff, Giengen a.d. Brenz (Wttbg)“, Das Neue Frankfurt 4, Frankfurt/ Main, 1932-1933.

- Cetto, Max, "Edificaciones en un paisaje volcánico de México", traducido del alemán al español por Bettina Cetto. Revista Bitácora arquitectura (Facultad de arquitectura UNAM), n.º 32, 2016,  pp. 035-059

- Cetto, Max, „Gedanken zur Architektur der Zukunft - Entwicklungstendenzen in Mexiko“ Bauen in der Zukunft, 1. Internationaler Baukongress, DEUBAU ‚64, Essen, 4-6.6.1964, 9-28. (gekürzte Fassung erschienen in : Der Architekt, Nr.10, Essen, Oktober 1964, 311-314.)

- Cetto, Max, „Glas und Gesundheit,“ Frankfurter Zeitung, Okt.1929.

- Cetto, Max, “Influencias externas y significado de la tradición,“ en Roberto Segre, ed. América Latina en su Arquitectura, UNESCO, Siglo XXI eds., México, 1975.

- Cetto, Max, “Lettre de Mexique”, Zodiac, Nr. 1, Milano, octubre de 1957, 206.

- Cetto, Max, „Mexiko“ in Gerd Hatje (Hg.) Knaurs Lexikon der Modernen Architektur, München/ Zürich, Gerd Hatje, 1963, 167-169.

- Cetto, Max, „Mexiko heute“ in Bauwelt, Nr. 52, Dez.1955, Berlin, 1078.

- Cetto, Max, Modern Architecture in Mexico/Arquitectura moderna en México, F. Praeger, New York, 1961.

- Cetto, Max, Moderne Architektur in Mexiko/Modern Architecture in Mexico', Verlag Gerd Hatje, Stuttgart, 1961.

- Cetto, Max, “O Gorman, Juan” in Emanuel Muriel, ed., Contemporary Architects, St. Martin‘s Press, N.Y., 1980, 594.

- Cetto, Max, „Reflexiones sobre la construcción en el futuro“, Revista Calli internacional, revista analítica de arquitectura contemporánea, n.º 44, México, 1969, pp. 48-54 (traducción del alemán a cargo de Bettina Cetto). Con esta conferencia se inauguró un Congreso Internacional en Essen, Alemania, cuyo temario era la arquitectura en el futuro.

- Cetto, Max, „Richard Döcker, Terrasentyp“ (Buchbesprechung) in Das Neue Frankfurt, Frankfurt/ Main, September, 1930, 210.

- Cetto, Max, “Sobre la feria de Nueva York“, Arquitectos México, n.º 22, México,1965.

- Cetto, Max, “Some Skeptical Remarks about Prophesying and Planning the Future of Architecture”, The Semester Review of the Clemson College of Architecture, Clemson, South Carolina, Spring 1971, 1-5

- Cetto, Max, traducción al alemán y texto introductorio de Faber, Colin, Candela und seine Schalen, Georg Callwey, München,1965.

- Cetto, Max, “Walter Gropius,“ Arquitectura México, 102, México, abril, 1970, 209-221. (Traducción del alemán a cargo de Bettina Cetto).

- Cetto, Max, “Why Mexican Architecture is Different”, in Sergio Bath et. al. Symposium on Latin America, Wellesley: Wellesley College, Barnette Miller Foundation, 1963, 143-161.

- Cetto, Max, „Wohnbauten in einer Lavalandschaft Mexicos“ in Baukunst und Werkform, Heft 1-2, Frankfurt/Main, 1954, 37-58

## Archivos
- Max Cetto Archiv Frankfurt, Deutsches Architektur Museum Frankfurt

- Archivo Max Cetto, Universidad Autónoma Metropolitana, Azcapotzalco, México

- Max Cetto Papers, Getty Research Institute, Los Ángeles, Ca.

- McCoy, Esther, Esther McCoy Papers, 1920-1989. Archives of American Art, Smithsonian Institution, Washington D. C.

## Obras representativas
Entre su obra se cuentan: escuelas, hospitales, fábricas, balnearios, casas para obreros, plantas generadoras de electricidad, clínicas, hotel, centros deportivos, gasolineras, edificios comerciales pero, desde el año 1949, habiendo diseñado y construido (para su propia familia) la primera casa que se edificó en el fraccionamiento Jardines del Pedregal de San Ángel en la Ciudad de México, su influencia ha sido más marcada en el campo de la casa-habitación. 
Algunos ejemplos de su trabajo son: 
En Frankfurt am Main, Alemania:
- Proyectos en el Departamento de Obras Públicas (1926-1931)
- Pabellón de descanso en el Ostpark (1927)
- Planta generatriz de electricidad (1927)
- Clínica Dental Carolina de la Universidad de Frankfurt (1928)
- Escuela de cocina (1928)
- Molino de carbón para la Central Eléctrica (1929)[1]
- Renovación de un viejo mercado (1929)
- Ampliación de un rastro (1929)
- Ala en el hospital Gumpertz (1929-30)
- Reconstrucción de la enfermería Rödelheim (1930)
- Varias gasolineras (1932)
- Casas para obreros (1932)

 En Estados Unidos:
- Los planos para la Casa Kahn, San Francisco. Trabajo realizado en la oficina de Richard Neutra (1938)

 En México:
- Hotel San José Purúa (Jungapeo, Michoacán), (1940) (En colaboración con el Arq. Jorge Rubio)
- Casa Villaseñor, General Cano, Tacubaya, Cd. de México (1946)
- Casa Hill, en la calle de Guerrero n.º 10 en San Ángel, Cd. de México (1948) (En colaboración con John Mc Andrew)
- Casa/estudio para el pintor Wolfgang Paalen en San Ángel (1945)
- Casa/estudio para el pintor Rufino Tamayo, Calle Leibnitz, Col. Anzures, Cd. de México (1949)
- Casa para el pintor Rufino Tamayo en Coyoacán (1948)
- Casa Quintana en Tequesquitengo, Morelos (1947)
- Edificio de talleres para artistas en la Glorieta Melchor Ocampo. (En colaboración con Luis Barragán Morfín)
- Casa Max Cetto, ubicada en la calle de Agua #130 y primera casa que se construyó en el Pedregal de San Ángel al sur de la Cd. de México D.F) (1949)
- Casa Muestra en Av. Fuentes 130, también en Pedregal de San Ángel
- Casa para el pintor Roberto Berdecio donde el respeto de la ecología fue marcadamente influyente para la arquitectura mexicana contemporánea. Av. Fuentes 140, Pedregal de San Ángel (1951)
- Casa Friedeberg, Agua 330, Pedregal de San Ángel (1952)
- Casa Boehm, Agua 737, Pedregal de San Ángel (1953)
- Casa Kirk, Crestón 232, Pedregal de San Ángel (1954)
- Casa Deutsch en Tepoztlán, Morelos, México (1955)
- Edificio Aseguradora Reforma, Reforma 114, Cd.de México (1955)
- Casa Deutsch, San Jerónimo, Cd.de México (1956)
- Casa Krupenski, Pirules 106, Pedregal de San Ángel,Cd. de México (1957)
- Casa Vetter, Picacho 239, Pedregal de San Ángel (1959)
- Casa Ehni, Fuente de Diana 45, Tecamachalco, Cd. de México (1960)
- Talleres de la compañía Cold Rolled de México, Calz. del Moral 186, Iztapalapa (1961)
- Casa Novick, Av. 3,n.º 43, Las Águilas, Cd. de México (1961)
- Casa Kirchhoff, Juárez 18, Tlacopac, Cd. de México (1963)
- Casa Crevenna, Av. San Jerónimo 136, Cd. de México (1964)
- Casa Ezquerro, Cerro del Tesoro, Coyoacán, Cd.de México (1965)
- Casa Sevilla,Santiago 258, San Jerónimo, Cd. de México (1966)
- Casa Moore, Genung Road, Ithaca, New York (1966)
- Tenería Temola, Cuautla, Edo. de Morelos (1967, 1968)
- Edificio comercial, Obrero Mundial 629, Cd. de México (1968-71)
- Club Alemán de México (1970-1979)
- Casa Strötgen, San Diego de los Padres 51, Club de Golf Hacienda, México (1974)
- Edificio de oficinas de la compañía Cold Rolled de México, Calzada del Moral, Ixtapalapa (1975)
- Casa Frenk, Jiutepec, Morelos, México (1977)
- Casa Brody, Retorno Cerro del Agua 43, Copilco, Cd. de México (1979)

## Literatura
- Aptilón, Alejandro y Alfonso Pérez-Méndez: Las Casas del Pedregal 1947-1968. Ed. Gustavo Gilli, Barcelona / México 2007.
- Brockhoff, Evelyn: Zum Nachlaß von Max Cetto (1903–1980). En: Deutsches Architektur-Museum (Editores): Architektur-Jahrbuch. Múnich 1996, P. 178–183.
- Canales, Fernanda: Arquitectura en México 1900-2010, 2 vols., Arquine/Banamex, México 2014.
- Canales, Fernanda y Alejandro Hernández Gálvez: 100x100. Arquitectos del siglo XX en México, Arquine, México 2011.
- Carranza, Luis E. y Fernando Ruiz Lara: Modern Architecture in Latin America. Art, Technology and Utopia. University of Texas Press, Austin 2014.
- De Anda Alanís, Enrique X.: La casa Cetto en el Pedregal de San Ángel: Aire, rocas y recuerdos... En: Universidad de México (Revista de la Universidad Nacional Autónoma de México), Núm. 516-517 (ene-feb), pp. 44-48, México, 1994
- Dias Comas, Carlos Eduardo y Miquel Adria: La Casa Latinoamericana Moderna. 20 paradigmas de mediados del siglo XX. Ed. Gustavo Gilli, Barcelona / México 2003
- Dussel Peters, Susanne: Max Cetto. Arquitecto mexicano-alemán. Universidad Autónoma Metropolitana Azcapotzalco, México 1995, ISBN 970-620-719-8.
- Dussel Peters, Susanne: "Die Architektur Hannes Meyers und Max Cettos. Von der deutschen Moderne nach Mexiko". En: Renata von Hanffstengel (Coord.): Mexiko. Das wohltemperierte Exil. Instituto de Investigaciones Interculturales Germano Mexicanas, México 1995, P. 233-252.
- Eggener, Keith: Expressionism and Emotional Architecture in Mexico. Luis Barragán‘s Collaborations with Max Cetto and Mathias Goeritz. En: "Architectura, Journal of the History of Architecture", n.º 25. Deutscher Kunstverlag, Múnich / Berlín 1995, P. 77-94.
- Escotto, Daniel: Max Cetto y la arquitectura de entreguerras. En: "Bitácora-Arquitectura", n.º 9 (abril-junio de 2003), P. 12-19.
- Escotto, Daniel: Pesquisas sobre Max Cetto. En: "Piso, Ciudad al Ras", n.º 6 (otoño 2004), P. 28-35.
- Garza Usabiaga, Daniel: Max Cetto. Protagonista del desarrollo de la arquitectura moderna en México. Prefacio a la edición facsimilar de: Max Cetto (†): Modern Architecture in Mexico. Arquitectura moderna en México. Museo de Arte Moderno, México 2011.
- Gómez, Lilia (Coord.): Entrevista con el arquitecto Max L. Cetto. En: Testimonios Vivos. 20 Arquitectos (Cuadernos de Arquitectura y Conservación del Patrimonio Artístico), INBA, México 1979.
- Gutiérrez, Virginia: Transformaciones Modernas. Síntesis entre particular y universal en cinco casas de arquitectos. Tesis de maestría, Universidad Nacional de Colombia, Bogotá, 2014.
- Haskell, Douglas: Mexico´s Pedregal Gardens. En: house + home n.º 10 (octubre 1952), pp. 126-133, Time Inc., New York, 1952.
- Hegemann, Werner: Poelzig-Schüler. En: "Wasmuths Monatshefte für Baukunst und Städtebau", marzo 1931, P. 100-105.
- Heredia, Juan Manuel: The Work of Max Cetto. Restorations of Topography and Disciplinarity in Twentieth Century Modern Architecture. Tesis doctoral, Universidad de Pensilvania, 2008.
- Heredia, Juan Manuel: México y el CIAM. Apuntes para la historia de la arquitectura moderna en México. En: "Bitácora-Arquitectura", n.º 26, P. 25-37 (1.ª parte), y "Bitácora-Arquitectura", n.º 27, P. 87-148 (2.ª parte).
- Liernur, Jorge Francisco: The (Latin) American Friend. Architecture and European Exile South of the Rio Bravo 1936-1948. En: Bernd Nicolai (Coord.): Architektur und Exil. Kulturtransfer und architektonische Emigration von 1930 bis 1950. Porta Alba, Trier 2003, P. 157-167.
- Lluvera, Angela: A citta del Messico un giardino succulento. En: La Mia Casa (Rivista di arrendamento, design, architettura, arte) n.º 175, pp. 56-59, Italia, 1985
- Noelle, Louise: Cetto, Max. En: Arquitectos Contemporáneos de México. Ed. Trillas, México 1989.
- Ricalde, Humberto: Max Cetto. Vida y obra. Colección Talleres, Facultad de Arquitectura, Universidad Nacional Autónoma de México, México 2005.
- Rodríguez Prampolini, Ida: Arquitecto Max Cetto. Prefacio a la edición facsimilar de: Max Cetto (†): Modern Architecture in Mexico. Arquitectura moderna en México. Museo de Arte Moderno, México 2011.